# Plaça d'Espanya

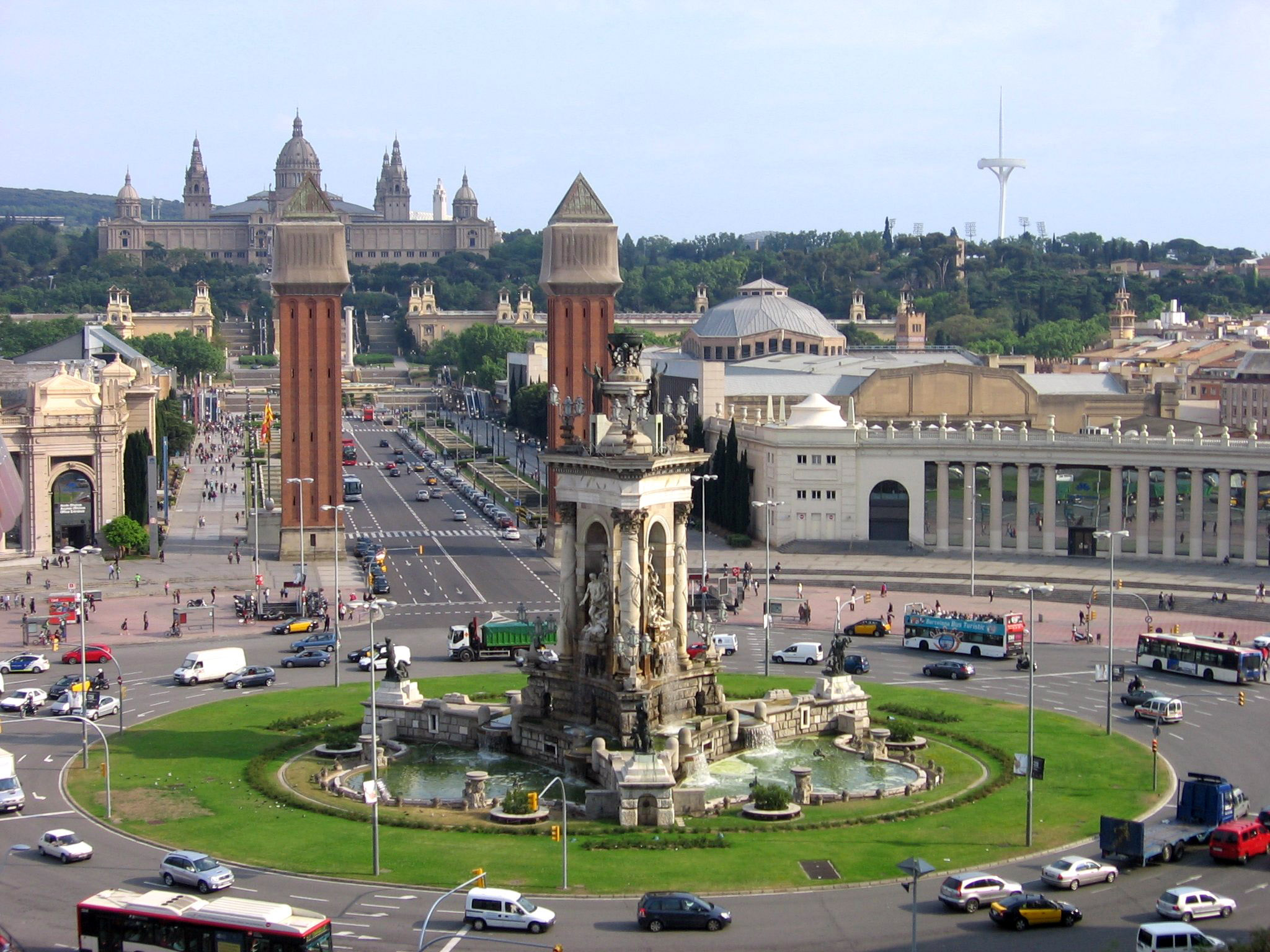
Plaça d'Espanya, em 2011. Em destaque, o chafariz situado no centro da praça e as Torres Venezianas. Ao fundo, o Palácio Nacional de Montjuïc, que sedia o Museu Nacional de Arte da Catalunha.

A Plaça d'Espanya (em espanhol: Plaza de España; em português: Praça da Espanha) é uma praça situada na cidade de Barcelona, mais especificamente no distrito de Sants-Montjuïc, na comunidade autônoma espanhola da Catalunha. Localiza-se no cruzamento de importantes vias da cidade, que constituem uma rotatória que delimita a praça. Possui uma área de aproximadamente 34 mil m², sendo uma das maiores praças da Espanha.
A Plaça d'Espanya foi inaugurada em 1929, tendo sido construída para a Exposição Internacional de Barcelona de 1929. A urbanização do entorno da praça ficou a cargo do arquiteto catalão Josep Puig i Cadafalch, que optou por seguir um estilo clássico com influências barrocas.
Sob a praça situa-se a Estação Plaça d'Espanya, em funcionamento desde 1926 e que atende às seguintes linhas do Metrô de Barcelona: Linha 1, Linha 3 e Linha 8. Além da Linha 8, a estação também atende às demais linhas da Linha Llobregat–Anoia como terminal.
No centro da praça situa-se um grande chafariz idealizado pelo arquiteto catalão Josep Maria Jujol, um dos principais colaboradores de Antoni Gaudí. A fonte é uma grande alegoria que homenageia a água. Com 33 metros de altura, é composta por diversos materiais, como bronze, ferro forjado e mármore.
Em frente à praça, na direção da Avinguda de la Reina Maria Cristina, situam-se duas torres gêmeas, conhecidas como Torres Venezianas, as quais são semelhantes ao Campanário de São Marcos, situado em Veneza, Itália. Ambas as torres possuem 47 metros de altura e base quadrangular com 7,2 metros de lado. Foram projetadas pelo arquiteto catalão Ramon Reventós e concebidas como porta de entrada para a Exposição Internacional de Barcelona de 1929. Da praça, entre as torres, tem-se vista para o Palácio Nacional de Montjuïc, que sedia o Museu Nacional de Arte da Catalunha.

## Pontos de interesse

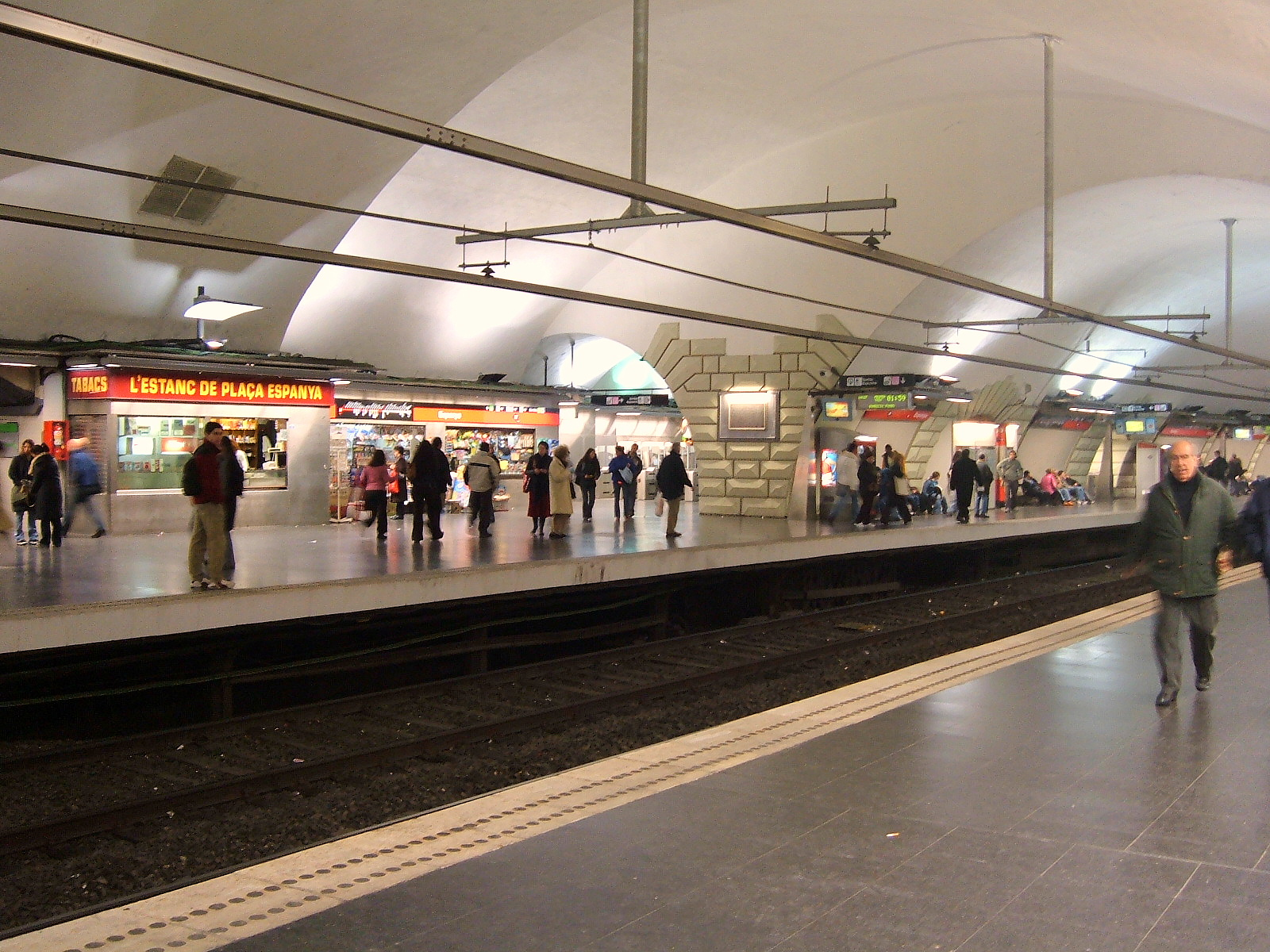
Plataformas da Estação Plaça d'Espanya relativas à Linha 1 do Metrô de Barcelona.

Os seguintes pontos de interesse situam-se nas redondezas da Plaça d'Espanya:
- Arenas de Barcelona
- Escola Francesc Macià
- Estação Plaça d'Espanya do Metrô de Barcelona
- Fira de Barcelona
- Fonte Mágica de Montjuïc
- Hotel Catalonia Barcelona Plaça
- Museu Nacional de Arte da Catalunha
- Parc de Joan Miró
- Torres Venezianas